# ヤマハ・IT
ITはかつてヤマハ発動機が1976年から1987年にかけて製造していた海外向けのエンデューロタイプのオートバイである。ITの名前の由来はInternational Trialの略称である。

## IT125
フランスのみ輸出されたモデルでDTMX125のフレームとYZ125のエンジンを組み合わせ125Dとして作られた。1980年の125Gと1981年の125H、1983年の125Kがある。

## IT175
1977年に空冷2stピストンリードバルブシングル171ccでYZ125をベースに175Dとして作られた。レゴラリータの愛称を持ち、最高出力25ps/9500rpm、最大トルク2.01kg*m/8000rpmのパワーユニットに6速ミッションとエンジン下にはクランクを深く覆うエンジンガードが装備され、タイヤサイズが前輪3.00-21、後輪4.00-18のサイズでブレーキは前後ドラム式。後輪支持は鋼管のモノクロス。チェーンテンショナはスネイルカム式が採用され、厚いシート後方にシートバッグが付属している。1978年、1979年には一部を変更している。
1981年にはモデルチェンジした175Hが販売され、モノクロスが角型断面アルミ材となり、ステアリングヘッド下のダウンチューブ左側にRショックのリザーバータンクを抱え、エンジンは出力の取り出しが車体左側から右側に移され、右チェーンとなる。ドリブンスプロケットはドラムブレーキハブと一体型の構造でブリッジ付きのハンドルにはブッシュガードが標準装備されている。サイドカバーは後部に丸型のゼッケンプレートを設けるデザインとなっている。シート後ろにはテールバッグを装備し、テールライトはレンズを直接Rフェンダーに設けられている。
1982年にはモデルチェンジした175Jが発売されYZ250と同じリンク式モノクロスが採用され、角型断面アルミ材のスイングアーム側面に"MONO-X"のロゴが入れられ、チェーンテンショナはスネイルカム式で前輪3.00-21、後輪4.10-18サイズのリムに前後ドラムブレーキでサイドカバーのゼッケンプレート部分が四角いデザインに変更された仕様となっている。

## IT250
1977年に空冷2stピストンリードバルブシングル246ccでテールバックが付属し、フレームがクロモリ鋼管となったIT250Dとして作られた。
1980年にはYZ250をベースとしたIT250Gとして製造され掃気ポートの形状変更、排気系変更などセッティング変更を行い、サイドカバーの形状もIT425G と同じデザインに変更している。後輪支持はモノクロスでチェーンテンショナはスネイルカム式となっている。